# 普尔斯
普尔斯（法語：Poulx，法語發音：[puls]）是法国加尔省的一个市镇，位于该省中部，属于尼姆区。

## 地理
普尔斯（43°54'39"N, 4°25'25"E）面积11.9 平方千米，位于法国奧克西塔尼大區加尔省，该省份为法国南部沿海省份，南端濒地中海，北起顺时针与阿尔代什省、沃克吕兹省、罗讷河口省、埃罗省、阿韦龙省和洛泽尔省接壤。
与普尔斯接壤的市镇（或旧市镇、城区）包括：卡布里耶尔、玛格丽特、尼姆、圣阿娜斯塔西、萨尼亚克-萨格列斯、科利亚斯。
普尔斯的时区为UTC+01:00、UTC+02:00（夏令时）。

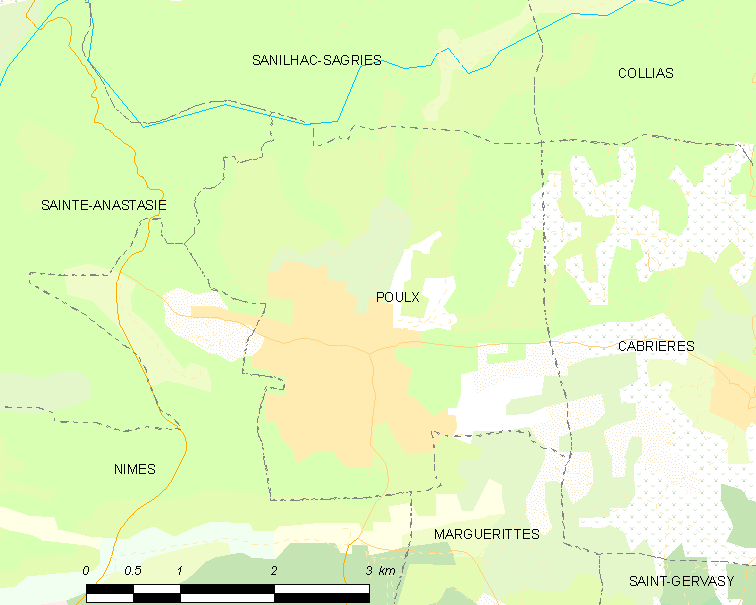
普尔斯的OSM定位图

## 行政
普尔斯的邮政编码为30320，INSEE市镇编码为30206。

## 政治
普尔斯所属的省级选区为玛格丽特县。

## 人口

1962-2008年间普尔斯人口变化图示

普尔斯于2022年1月1日时的人口数量为4265人。